# Петрово (дем Пеония)
Вижте пояснителната страница за други значения на Петрово.
Петрово или Петрево (на гръцки: Άγιος Πέτρος, Агиос Петрос, до 1927 година Πέτροβο, Петрово), на турски Педрели, е село в Гърция, Егейска Македония, дем Пеония в област Централна Македония.

## География
Селото е разположено на 30 m надморска височина в западния край на Солунското поле на 16 km южно от град Боймица (Аксиуполи), съвсем близо до десния западен бряг на река Вардар (Аксиос).

## История

### В Османската империя
В XIX век Петрово е чисто българско село в Ениджевардарска каза на Османската империя. В 1848 година руският славист Виктор Григорович описва в „Очерк путешествия по Европейской Турции“ Петрово като българско село. В църквата „Св. св. Петър и Павел“ има икони на кулакийския зограф Маргаритис Ламбу и на петровския Димитър Вангелов.
Селото признава върховенството на Българската екзархия. През май 1880 година са арестувани мухтарите на няколко енидженски села и от тях е изискано поръчителство, че са благонадеждни, което би могъл да даде само гръцкия митрополит. Така митрополит Йеротей Воденски успява да откаже от Екзархията селата Крива, Баровица, Църна река, Тушилово, Петрово, Бозец, Постол, Геракарци и Кониково.
На австро-унгарската военна карта е отбелязано като Педерли (Петрово) (Pederli (Petrovo), на картата на Йоргос Кондоянис е отбелязано като Петровон (Πέτροβον), християнско село.
Според Васил Кънчов („Македония. Етнография и статистика“) в 1900 година Петрево има 620 жители, всички българи християни.
Според Христо Силянов след Илинденското въстание в 1904 година цялото село минава под върховенството на Българската екзархия. По данни на секретаря на екзархията Димитър Мишев („La Macédoine et sa Population Chrétienne“) в 1905 година в Петрово (Petrovo) има 928 българи екзархисти. Според сайта на дем Ашиклар обаче част от жителите на Петрово остават верни на елинизма и участват активно в дейността на гръцката въоръжена пропаганда, заради което селото е наречено „Македонската Сули“.
Според данни на кукушкия околийски училищен инспектор Никола Хърлев през 1909 година в Петрово има назначен от Екзархията български учител, но властите не допускат отварянето на българско училище поради статуквото.
По данни на Екзархията в 1910 година Петрово има 110 семейства, 689 жители българи, 10 цигани (299 чифлигари) и една черква.
В 1910 година Халкиопулос пише, че в селото (Πέτροβο) има 75 екзархисти и 850 патриаршисти.
При избухването на Балканската война в 1912 година един човек от Петрево е доброволец в Македоно-одринското опълчение. Български войски освобождават Петрево. През 1913 година българският кмет на Петрево Н. Новаков е принуден да избяга поради набезите на гръцки чети. По-късно 60 гръцки войници нахлуват в Петрево и изтезават Б. Гердан, Г. Бубакьовски, И. Оржанов, Т. Алъров, Й. Рьошев и И. Газлев по подозрение, че укриват пушки.

### В Гърция
В 1913 година след Междусъюзническата война селото попада в Гърция. В 1912 година е регистрирано като селище с християнска религия и „македонски“ език. Преброяването в 1913 година показва Петрово или Бедрели (Πέτροβο, Μπεδρελή) като село с 390 мъже и 397 жени.
Боривое Милоевич пише в 1921 година („Южна Македония“), че Петровоо има 115 къщи славяни християни.
От 110 български семейства към 1912 година до 1928 година в България се изселват 56 семейства с 233 души и в селото остават 54 български семейства. На мястото на изселилите се българи са настанени гърци бежанци от ИзточнаТракя. В 1927 година името на селото е преведено на Агиос Петрос. В 1928 година селото е смесено местно-бежанско със 101 бежански семейства и 434 жители бежанци. Селото пострадва през Втора световна война и Гражданската война в Гърция. Според статистиката на НОФ от 1947 година две пети от жителите на селото са славяноговорещи.
Селото традиционно се занимава с производство на памук, пшеница, както и със скотовъдство.
| Име     | Име        | Ново име   | Ново име    | Описание                            |
| ------- | ---------- | ---------- | ----------- | ----------------------------------- |
| Чибулка | Τσιμπούλκα | Кремидакия | Κρεμμυδάκια | възвишение на Ю от Петрово (94,9 m) |
| Сази    | Σάζι       | Псатес     | Ψάθες       | [ 3 ]                               |
| Баири   | Μπαΐρια    | Аногия     | Ανώγια      | възвишение на З от Петрово          |

| Година    | 1913 | 1920 | 1928 | 1940 | 1951 | 1961 | 1971 | 1981 | 1991 | 2001 | 2011 | 2021 |
| --------- | ---- | ---- | ---- | ---- | ---- | ---- | ---- | ---- | ---- | ---- | ---- | ---- |
| Население | 787  | 708  | 1097 | 1435 | 1439 | 1583 | 1648 | 1772 | 1796 | 1768 | 1505 | 1291 |

## Личности
Родени в Петрово
- Андон Траянов, македоно-одрински опълченец, Нестрова рота на 3 солунска дружина, ранен на 9 юли 1913 година[24]
- Атанас Каратраянов (Αθανάσιος Καρατραγιάννης), гръцки андартски деец, агент от трети ред,[25]
- Атанас Орджанов, български революционер, местен ръководител на ВМОРО
- Атанасиос Пападопулос (Αθανάσιος Παπαδόπουλος), гръцки андартски деец, агент от трети ред[25]
- Божин Арабаджиев, гъркомански свещеник и водач на гръцката партия в селото, убит по нареждане на Петър Пецанов
- Димитър Алъров, гръцки андартски деец, убит по нареждане на Петър Пецанов[25]
- Димитър Вангелов, български зограф
- Димитър Карастоянов (Δημήτριος Καραστογιάννης), гръцки андартски деец, четник в гъркоманската милиция[25]
- Дионисиос Пападопулос (Διονύσιος Παπαδόπουλος), гръцки андартски деец, четник[25]
- Екатерина Кючукова (Αικατερίνη Κιτσούκη), гръцка андартска деятелка, агент от втори ред[25]
- Ичо Калинов (Ήλκος Γιοβάνης или Ιωάννης, Илкос Йованис), гъркомански андартски деец
- Мицо Орджанов, български революционер, роднина на Атанас Орджанов, убит от гъркомани в родното си село[26]
- Никола Георгиев (Νικόλαος Γεωργιάδης), гръцки андартски деец от трети ред, четник в селската чета[25]
- Никола Карастоянов (Νικόλαος Καραστογιάννης, Николаос Карастоянис), гръцки андартски деец
- Петър Георгиев Димитров (1923 – 1945), български военен деец, подофицер, загинал през Втората световна война[27]
- Поп Манол (Παπα Μανώλης), гръцки андартски деец, агент от трети ред[25]
- Поп Христо Сакелариев, български зограф
- Сотир Коджабазов (Σωτήριος Κοτζάμπασης), гръцки андартски деец, четник в милицията[25]
- Ставро (Кръсте) Кючуков (Σταύρος Κιτσούκης), гръцки андартски деец, агент от втори ред[25]
- Ст. Карастоянов (Στ. Καρατραγιάννης), гръцки андартски деец, агент от втори ред[25]
- Христо Иванов (Χρήστος Ιωαννίδης), гръцки андартски деец, агент от трети ред, организирал гръцка милиция в селото, поддържал връзки с капитан Зервас, убит по нареждане на Петър Пецанов[25]
- Христо Попилиев (Χρήστος Παπιλίδης), гръцки андартски деец от втори ред[28]

Свързани с Петрово
- Иванчо Карасулията (1875 – 1905), български войвода

Починали в Петрово
- Георгиос Пападопулос (капитан Никифорос II, ? – 1907), гръцки андартски капитан